# Hans Hirschfeld

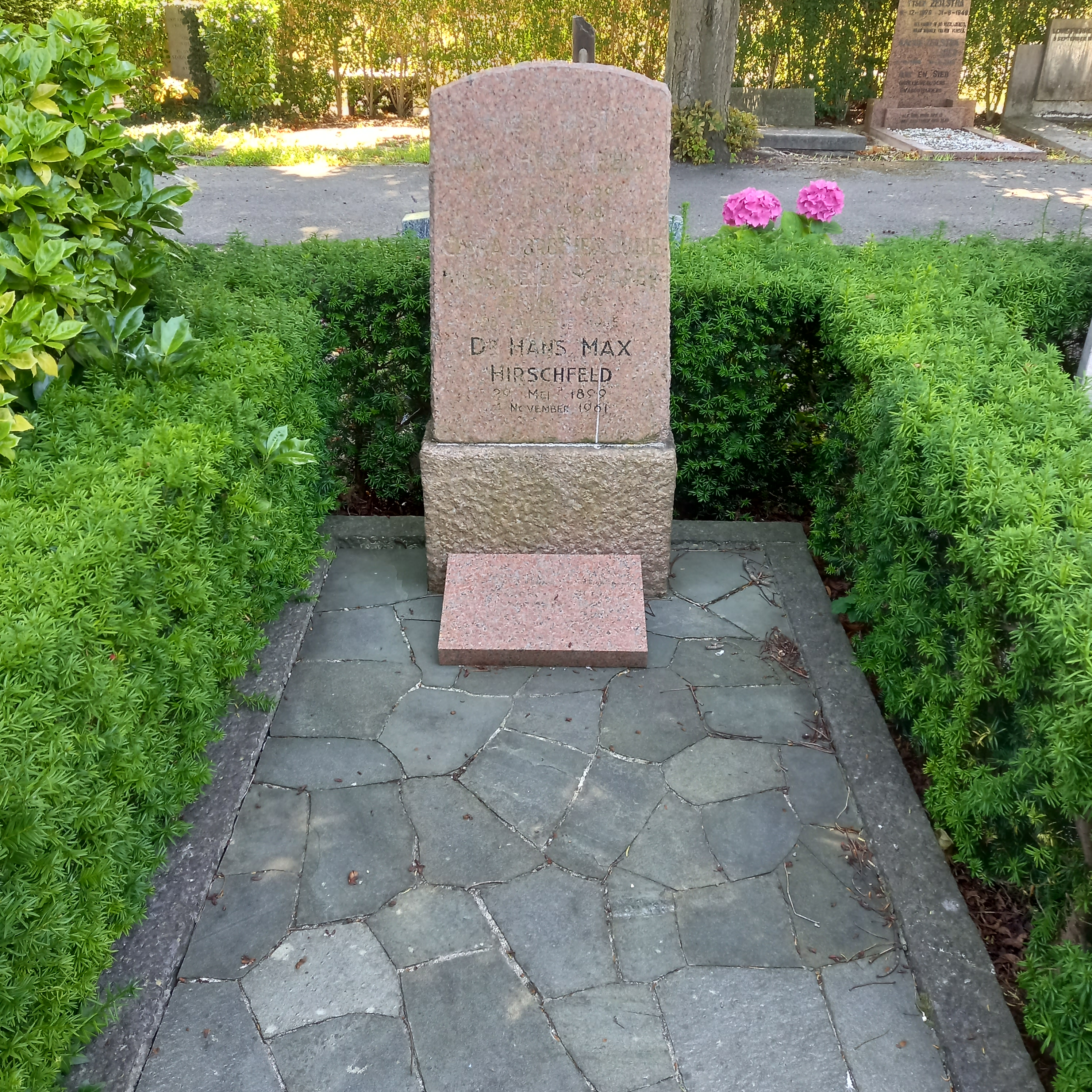
Het graf van Hans Hirschfeld op begraafplaats Oud Eik en Duinen in Den Haag

Hans Max Hirschfeld (Bremen, 29 mei 1899 – Den Haag, 4 november 1961) was een Nederlands econoom. Voor en tijdens de Duitse bezetting was hij secretaris-generaal op het Departement Handel, Nijverheid en Scheepvaart (ministerie van Economische Zaken) en dat bleef hij tot de bevrijding. Hij kreeg te maken met beschuldigingen van collaboratie en werd ontslagen, maar zijn naam werd na de oorlog uiteindelijk op alle punten gezuiverd. Wel is al jaren een discussie gaande of hij er goed aan heeft gedaan op zijn post te blijven onder de Nazi's, of op had moeten stappen.

## Levensloop
Na de HBS studeerde Hirschfeld economie aan de Nederlandsche Handels-Hoogeschool (de huidige Erasmus Universiteit), waar hij in 1922 promoveerde op een historische studie over de investeringsbank. In 1920 ging Hirschfeld aan het werk bij de Rotterdamsche Bankvereeniging (tegenwoordig opgenomen in ABN-AMRO). In 1925 stapte hij over naar de Javasche Bank in Batavia (de Nederlands-Indische circulatiebank), waar hij chef werd van de economisch-statistische afdeling. In 1931 werd bij door de toenmalige minister Verschuur benoemd tot directeur-generaal van Handel en Nijverheid. Kort voor de Duitse inval in Nederland op 10 mei 1940 werd Hirschfeld waarnemend secretaris-generaal van het departement van Handel, Nijverheid en Scheepvaart (Economische Zaken). Na de oorlog was Hirschfeld nauw betrokken bij de Indonesische dekolonisatie, de relatie tussen Nederland en het jonge Indonesië van president Soekarno. Ook was hij betrokken bij onderhandelingen over de totstandkoming van een verdrag voor de oprichting van een nieuwe Duitse staat en het tegengaan van herbewapening door Duitsland. Daar hing onder andere ook de uitvoering van het Amerikaanse Marshallplan mee samen, bedoeld voor de wederopbouw van Europa. 
In 1952 moest hij na een hartaanval met zijn ambtelijke werk stoppen.

## Werk

### De jaren dertig
In de jaren dertig ging de Nederlandse overheid het tot haar taak rekenen om de als essentieel beschouwde onderdelen van de Nederlandse economie door de hevige economische crisis die volgde op de Amerikaanse beurskrach van 1929 te loodsen. Besloten werd tot invoerquota en -heffingen om het Nederlandse bedrijfsleven te beschermen tegen de agressieve handelspolitiek (dumping) van handelspartners zoals Duitsland. Corrigerend overheidsingrijpen kon in Nederland  niet op veel sympathie rekenen omdat binnen het bedrijfsleven de vrijhandelsideologie sterk leefde. Tot de pleitbezorgers van protectionisme behoorde Hirschfeld, de jonge directeur-generaal van het departement van Arbeid, Handel en Nijverheid (Sociale en Economische Zaken). Hirschfeld, die van Duits-joodse afkomst was, nam in de loop van de jaren dertig steeds meer de bilaterale handelspolitieke onderhandelingen met Duitsland voor zijn rekening. Al werd Duitsland na januari 1933 door een autoritair regime geleid, het land was voor de Nederlandse economie van eminent belang en daarom waren goede handelsbetrekkingen met 'het achterland' volgens Hirschfeld geboden. En in nazi-Duitsland waren er volgens Hirschfeld nog altijd hoge ambtenaren met wie te praten viel. In het milieu van diplomaten uit de oude school deed volgens Hirschfeld de uitspraak opgeld: "Jenseits der Ministerialdirektoren beginnt der Wahnsinn!".

### De oorlogsjaren

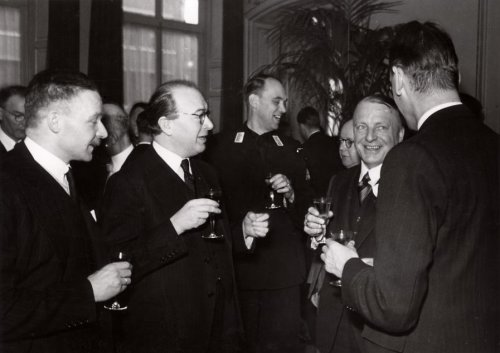
V.l.n.r.: Linthorst Homan, Hirschfeld, 2 onbekenden, Deckers en Goedewaagen (april 1941)

Kort voor de Duitse inval in Nederland op 10 mei 1940 werd Hirschfeld waarnemend secretaris-generaal van het departement van Handel, Nijverheid en Scheepvaart (Economische Zaken). Na de inval en de daaropvolgende vlucht van de ministers naar Londen, werden de secretarissen-generaal belast met de eindverantwoordelijkheid voor hun departementen.
Hirschfeld werd korte tijd na de inval ook waarnemend secretaris-generaal van Landbouw en Visserij. Zolang het in het belang was van het Nederlandse volk, moesten de secretarissen-generaal, net als alle andere ambtenaren, loyaal met de Duitse bezettingsautoriteiten samenwerken, zo luidde de opdracht van de uitgeweken regering. Hirschfeld was nu de verantwoordelijk voor de voedselvoorziening en voor de economische sector. Hirschfeld was een van de drie secretarissen-generaal die gedurende de gehele bezettingstijd op hun post bleven. Dit was opmerkelijk, want hij had een Joodse vader. De nazi's beschouwden hem volgens hun rassenleer als een 'half-Jood'. Als 'half-Jood' liep hij niet direct gevaar om gevangen genomen te worden en naar een concentratiekamp te worden gedeporteerd.
Medio 1940, toen een belangrijk deel van de Nederlandse import en export vanwege de Duitse inval was weggevallen, was Hirschfeld medeverantwoordelijk voor 'adviezen' aan het bedrijfsleven die de opmaat waren van de inschakeling van een groot deel van de Nederlandse industrie bij de Duitse oorlogvoering. De Duitse orders zorgden tijdelijk voor een economische opleving. Het doel van Hirschfelds beleid was om tewerkstelling van (werkloze) Nederlandse arbeiders in Duitsland te voorkomen.
Met Hirschfelds aanblijven werd gehoopt op een garantie voor de instandhouding van een eerlijke voedselverdeling. Tot september 1944 was er geen groot tekort aan betaalbaar voedsel. In september 1944 werd door de Nederlandse regering in Londen, vanwege de op handen zijnde militaire operatie Market Garden, een algehele spoorwegstaking uitgeroepen. Reichskommissar Arthur Seyss-Inquart reageerde hierop met een embargo: levensmiddelen en brandstof mochten niet naar het westen van het land vervoerd worden. Onder druk van Hirschfeld gingen de bezettingsautoriteiten ermee akkoord dat er een overheidsrederij werd opgericht, die met schepen voedsel over het IJsselmeer naar het westen transporteerde. Door de ontstane tekorten was de 'hongerwinter' niet meer te voorkomen, wel werd een nog veel massaler sterfte onder de bevolking in de Randstad voorkomen.
Hirschfeld toonde zich een fel tegenstander van gewapend verzet en van werkstakingen omdat die zouden worden beantwoord met harde represailles. Hierom en door zijn samenwerking met de bezetter kwam Hirschfeld al tijdens de bezetting onder vuur te liggen van de illegale pers. De regering in Londen oefende steeds meer kritiek uit op de door haar aangewezen ambtelijke plaatsvervangers en gaf steeds vaker blijk van sympathie met de illegaliteit.

### Na de oorlog
Na de bevrijding werd Hirschfeld 'gezuiverd' door een zuiveringscommissie. Deze publiceerde in januari 1946 haar eindrapport, waarin ze concludeerde dat Hirschfelds optreden van groot belang geweest was voor de voedselvoorziening. Hirschfelds beleid noopte volgens de commissie niet tot ontslag. Hirschfelds houding noopte daartoe wel. Men schreef dat hij geen oog had gehad voor de geestelijke waarde van het verzet en dat hij 'door de wijze van uitvoering van zijn taak den geestelijken weerstand van ons volk meer [had] geschaad dan [...] noodzakelijk was'.
Een tweede commissie achtte het onjuist dat men van iemand die voor de materiële positie van het Nederlandse volk verantwoordelijk was, ook geestelijke leiding verwachtte, en adviseerde aan de regering om Hirschfeld niet gedwongen te ontslaan. Het kabinet-Schermerhorn was in eerste instantie verdeeld, maar besloot uiteindelijk tot ontslag over te gaan. Hirschfeld werd per 10 mei 1946 eervol, maar ongevraagd ontslagen uit zijn functie.
Hirschfeld ging tegen zijn ontslag in beroep bij de Raad van State. Die kwam tot de conclusie dat Hirschfelds miskennen van de waarde van het ondergronds verzet niet van zodanige betekenis was dat hem anders dan op eigen verzoek ontslag kon worden gegeven en legde het oude besluit van de ministerraad ter vernietiging voor aan de Kroon. Het nieuwe kabinet-Beel dat in juli 1946 aantrad, liet Hirschfelds gedwongen ontslag in november bij Koninklijk Besluit vernietigen. Hirschfeld werd op zijn eigen verzoek per 1 januari 1947 met dankbetuiging voor zijn diensten ontslagen als waarnemend secretaris-generaal van Economische Zaken en van Landbouw.

Binnen een week volgde zijn aanstelling als 'Regeerings-commissaris in algemeenen dienst'; hij was nu regeringsadviseur in dienst van het ministerie van Buitenlandse Zaken. Zijn eerste klus was de advisering over de naoorlogse politiek van Nederland ten aanzien van (het door de westelijke geallieerden en de Sovjet-Unie bezette) Duitsland en was dan ook aanwezig bij de Zesmogendhedenconferentie die in Londen in 1948 werd gehouden.

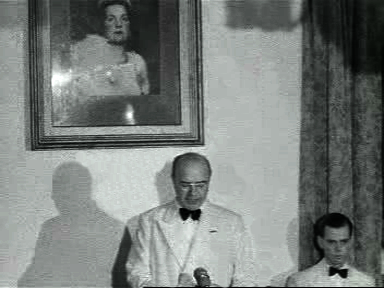
Hirschfeld als Nederlandse Hoge Commissaris in Indonesië

Hirschfeld was nauw betrokken bij de Indonesische dekolonisatie, de relatie tussen Nederland en het jonge Indonesië van president Soekarno en de uitvoering van het Marshallplan. In 1949 was hij de speciale Hoge Commissaris van het Koninkrijk der Nederlanden bij de Verenigde Staten van Indonesië, voorafgaand aan de souvereiniteitsafdracht. In 1952 moest hij na een hartaanval met zijn ambtelijke werk stoppen.

## Discussie en kritiek
Het optreden van Hans Max Hirschfeld is al tientallen jaren onderwerp van discussie en historica Madelon de Keizer meent dat deze ook verder telkens weer zal oplaaien. Deed Hirschfeld er goed aan door tijdens de bezetting op zijn post te blijven om voor de niet-Joodse Nederlanders te redden wat er viel te redden, of had hij moeten opstappen, omdat de Jodenvervolging zo monsterlijk was dat een afweging tegen de belangen van niet-Joodse Nederlanders op zichzelf een onmenselijke daad werd? 
In de biografische schets van Hirschfeld, in deel 4 van het geschiedwerk van L. de Jong wordt Hirschfelds afzijdigheid ten aanzien van de Jodenvervolging gehekeld. De Jong ziet in Hirschfeld de houding van het overgrote deel der Nederlanders (zichzelf incluis) belichaamd.
Arie van der Zwan ziet Hirschfeld als een gewillig werktuig van de bezetter. Hirschfeld zorgde er volgens Van der Zwan voor dat het naziregime Nederland kon inschakelen in zijn oorlogseconomie en economisch leeg kon zuigen. Volgens Van der Zwan was Hirschfeld mogelijk zelfs een verrader in dienst van Duitse belangen.
Meindert Fennema legt sterk de nadruk op Hirschfelds ideologische verblinding, als aanhanger van 'saint-simonistische' denkbeelden. Volgens Fennema ligt het blijvend belang van Hirschfeld voor Nederland vooral in zijn naoorlogse werkzaamheden.
Robin de Bruin bekritiseert de biografieën van Van der Zwan en Fennema vanwege volgens hem als feiten gepresenteerde verzinsels over Hirschfeld. Volgens De Bruin heeft de karakterschets van De Jong (Hirschfeld zou berekenend geweest zijn en gevoelens van compassie hebben verdrongen) tot een rare ontsporing geleid in deze biografieën, in ieder geval vanuit De Jongs eigen optiek. Die voert Hirschfeld op als hooggeplaatst voorbeeld van een algeheel gebrek in Nederland aan werkelijke solidariteit met de joodse vervolgden, maar zijn persoonlijke indrukken van Hirschfelds karakter vormen het uitgangspunt van de latere biografieën, waarin juist Hirschfelds uitzonderlijkheid (als verrader of onmenselijke nutsdenker) benadrukt wordt.